# Gantikow

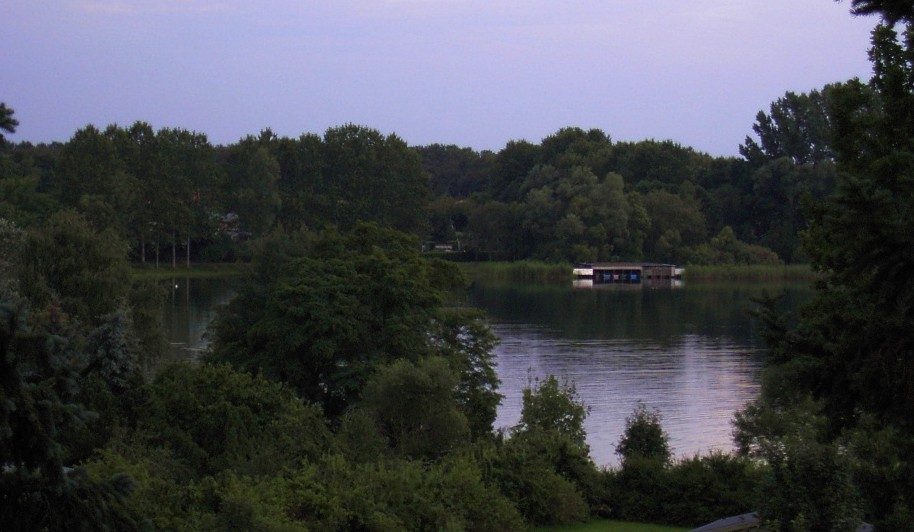
Blick auf den Gantikower See

Das Dorf Gantikow ist ein Ortsteil der fünf Kilometer südöstlich gelegenen Stadt Kyritz im Landkreis Ostprignitz-Ruppin an der Bundesstraße 103.
Die etwa 300 Einwohner in diesem Dorf ernähren sich seit alters her von der Landwirtschaft, was die dörflichen Strukturen erhalten hat.

## Geschichte

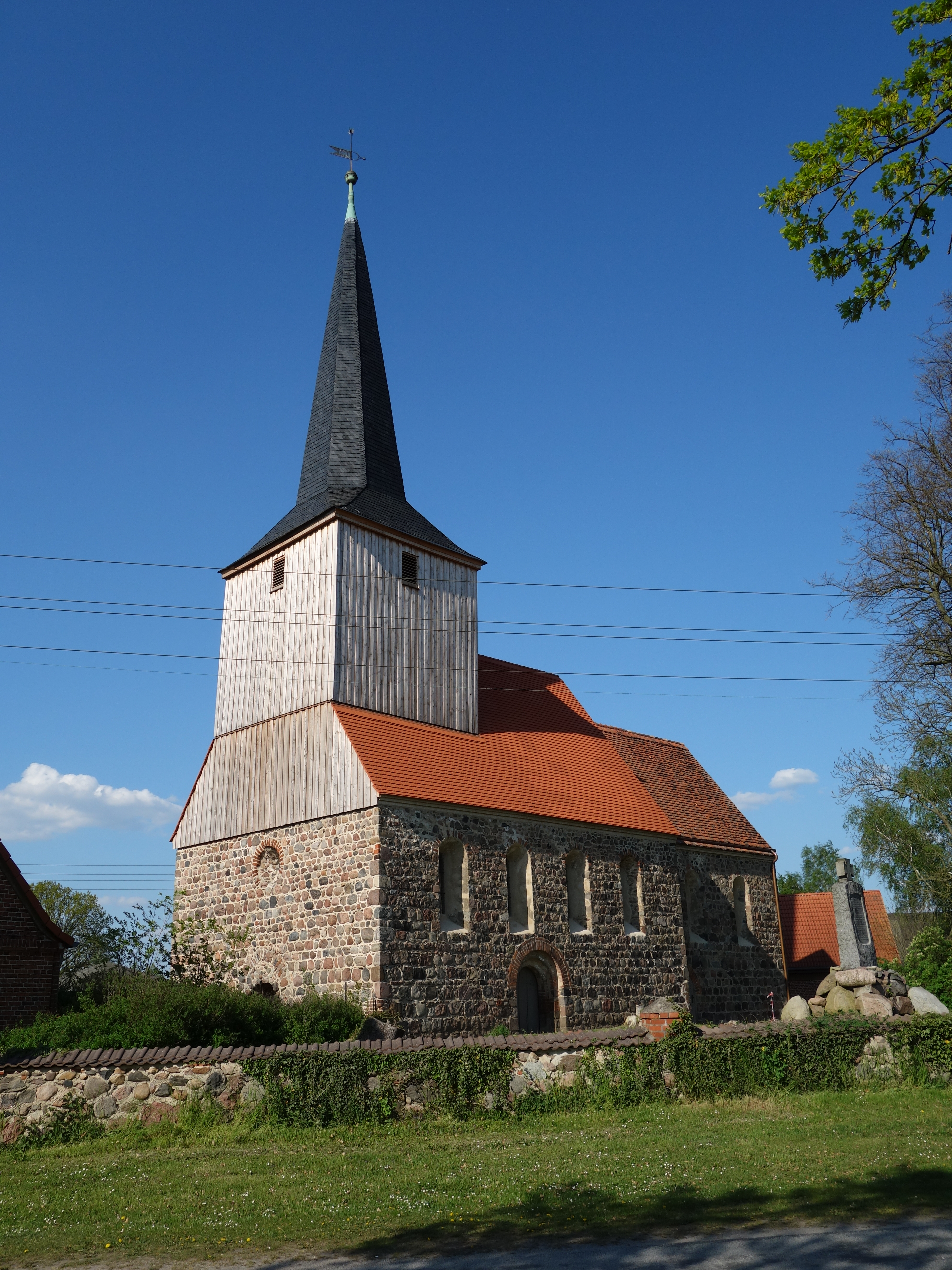
Dorfkirche

Bereits in der ersten Hälfte des 14. Jahrhunderts bestanden in Gantikow zwei Rittersitze und ein Wohnhof im Besitz der Familie von der Weyde. 1658 ging der Besitz an die brandenburgische Adelsfamilie von Platen, die zu den einflussreichsten Familien der Prignitz gehörte und wichtige Funktionen im brandenburgisch-preußischen Staat bekleidete. Erster namhafter Platen auf Gantikow war Klaus Ernst von Platen. Er war zuletzt kurfürstlich brandenburgischer Geheimer Etatsrat, Kriegskommissarius und Gesandter beim Reichstage zu Regensburg sowie Amtshauptmann zu Lehnin, seine Ehefrau Anna Ehrentraut von Klitzing wurde königlich dänische Oberhofmeisterin.
1872 endete die eigene Gerichtsbarkeit der Gutsherren in Brandenburg-Preußen und ging an den Staat über. Um 1880 besaß der Rittmeister d. R. Karl von Platen, mit weiterem Gutsbesitz in der Region, in Mechow, ausgestattet, das Rittergut mit 425 ha Land, als Pächter agiert Ober-Amtmann Wilhelm Neubauer. Der Künstler Hartwig von Platen stammt aus der Familienlinie Gantikow-Mechow und ist ein Sohn des Karl von Platen aus dessen zweiter Ehe mit Henriette Brebeck. Wohl wesentlich später ging der Besitz ganz an die bürgerliche Familie Neubauer über. Im Jahre 1926 kam das Gut an eine Frau Döpke, deren Nachfahren das Gebäude bis 1945 besaßen.
Am 1. Mai 1974 wurde Gantikow nach Kyritz eingemeindet.
Die Dorfkirche in Gantikow ist eine gemauerte Feldsteinkirche mit einem eingezogenen Chor. Sie stammt aus dem 13. Jahrhundert und gehört zum Kirchenkreis Prignitz.

## Kultur
Das Schloss Gantikow beherbergte bis 2010 das Deutsche Historische Lügenmuseum.